# San Jerónimo Xayacatlán
San Jerónimo Xayacatlán es una localidad del estado mexicano de Puebla. Es cabecera del municipio de San Jerónimo Xayacatlán.

## Demografía
| Censo | Población |
| ----- | --------- |
| 1900  | 1412      |
| 1910  | 1517      |
| 1921  | 1390      |
| 1930  | 1520      |
| 1940  | 1556      |
| 1950  | 1585      |
| 1960  | 1882      |
| 1970  | 2076      |
| 1980  | 721       |
| 1990  | 1068      |
| 1995  | 1057      |
| 2000  | 1220      |
| 2005  | 1180      |
| 2010  | 1163      |
| 2020  | 1229      |